# Nến Giáng sinh Schlitz

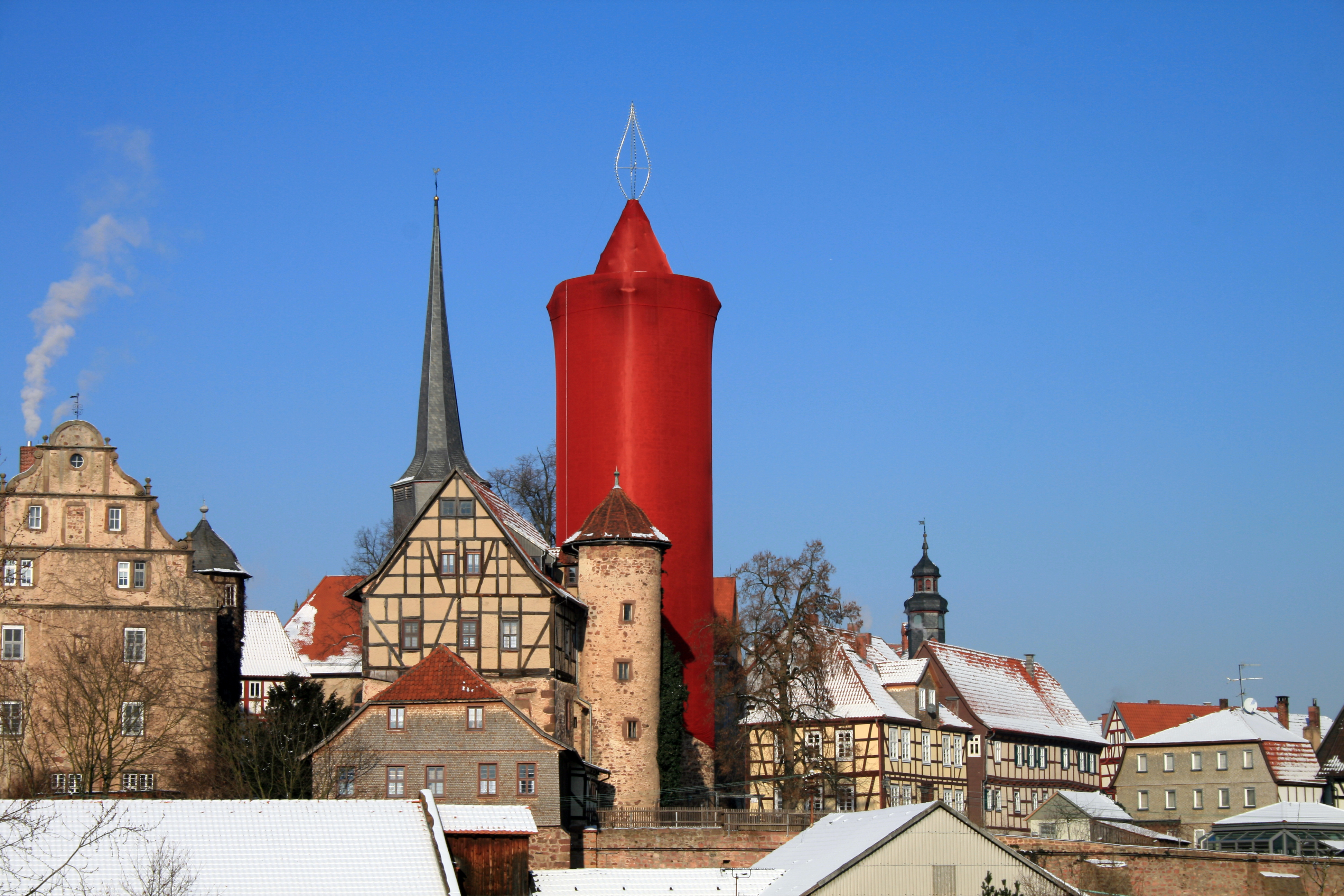
Burgenblick

Nến Giáng sinh Schlitz là một công trình kiến trúc có hình ngọn nến được ra mắt vào mỗi mùa Giáng sinh ở Schlitz, một thị trấn nhỏ ở Hesse, Đức. Nó có độ cao khoảng 42 mét (138 ft) cao và được cho là ngọn nến không sáp lớn nhất trên thế giới. Ngọn nến được tạo ra bằng cách phủ một tấm vải đỏ lên trên tháp đá ở trung tâm thị trấn. Sau đó, ngọn tháp được dựng lên một ngọn lửa điện để tạo ấn tượng về một ngọn nến Giáng sinh đang cháy. Ngọn nến có thể được nhìn thấy từ khoảng cách xa, lấp ló phía trên các tòa nhà theo phong cách Tudor của thị trấn. Tòa tháp được sử dụng để tạo thành ngọn nến được gọi là Hinterturm, được xây dựng vào thế kỷ XIV, và là tàn tích của một lâu đài. Bên trong Hinterturm có một thang máy dùng để đưa du khách lên đỉnh tháp.
Tháp nến đã là một truyền thống hàng năm ở Schlitz kể từ khi Nến Giáng sinh lần đầu tiên được xuất hiện vào ngày 28 tháng 11 năm 1991. Ngọn nến đóng vai trò là chợ Giáng sinh của thị trấn cùng với những hoạt động giải trí và sự xuất hiện của Ông già Noel  Thị trưởng Hans-Jürgen Schäfer nói về ngọn nến, "Mọi người đến từ khắp nước Đức chỉ để xem lễ Nến Giáng sinh. Tất nhiên, điều này khiến Schlitz thu hút sự chú ý của mọi người trên toàn thế giới." Hàng năm vào tháng Giêng, thị trấn nhận được những mẩu báo từ khắp nơi trên thế giới với những câu chuyện về Nến Giáng sinh Schlitz.
Trước khi có Nến Giáng sinh Schlitz, ngọn nến không sáp lớn nhất thế giới được cho là Nến Hòa Bình, một cấu trúc giống như tháp được lắp ráp vào mỗi mùa lễ ở Easton, một thành phố thuộc bang Pennsylvania của Hoa Kỳ.